# ابراز عشق به تورا-سان
ابراز عشق به تورا-سان (انگلیسی: Hearts and Flowers for Tora-san) یک فیلم کمدی ژاپنی محصول ۱۹۸۲ به کارگردانی یوجی یامادا است. این فیلم بیست و نهمین فیلم از مجموعه محبوب و طولانی‌مدت اوتوکو وا تسورای یو است.

## خلاصه
در طول سفر، تورا سان با پیرمردی در کیوتو مست می‌شود. اگرچه تورا سان هرگز اهمیت او را به طور کامل درک نمی‌کند، پیرمرد یک سرامیک ساز و یک گنج ملی زنده است. تورا سان در خانه سرامیک‌ساز تأثیر خوبی بر خدمتکار پیرمرد می‌گذارد که آن زن ظاهراً عاشق تورا سان می‌شود.

## ارزیابی انتقادی
آیومی ایشیدا نامزد بهترین بازیگر زن، و آکیرا اموتو برای بهترین بازیگر نقش مکمل مرد در جایزه آکادمی فیلم ژاپن برای نقش‌هایشان در «قلب‌ها و گل‌ها برای تورا سان» بود. آهنگساز قدیمی این مجموعه، نائوزومی یاماموتو، نامزد بهترین آهنگ موسیقی شد. انوموتو برنده جایزه بهترین بازیگر نقش مکمل مرد در جایزه روبان آبی شد.
استوارت گالبریت چهارم می‌نویسد که فیلم «برای این مجموعه بهتر از حد متوسط نیست، اما باز هم میانگین این سریال به طرز فوق‌العاده ای بالاست.» او خاطرنشان می‌کند که این اولین قسمت از سریال است که در آن میتسوئو برادرزاده تورا-سان نقش مهمی در داستان بازی می‌کند.